# El carrer de la mitja lluna
El carrer de la mitja lluna (títol original: Half Moon Sreet) és una pel·lícula estatunidenca dirigida per Bob Swaim, estrenada l'any 1986. Ha estat doblada al català.

## Argument
Lauren Slaughter (Sigourney Weaver) és doctora en ciències polítiques, i treballa per un institut especialitzat per l'Orient Mitjà. El seu salari és insuficient, i decideix fer d'escort girl, cobrant per vespres. Esdevé l'amant de Lord Bulbeck (Michael Caine), un alt funcionari del govern. Aquest últim és senyalat per un complot terrorista.

## Repartiment
- Sigourney Weaver: Lauren Slaughter
- Michael Caine: Lord Bulbeck
- Patrick Kavanagh: General Sir George Newhouse
- Faith Kent: Lady Newhouse
- Vincent Lindon: Sonny
- Angus MacInnes: Bill Rafferty
- Janet McTeer: secretària